# Burner management system
Un burner management system (BMS) è un sistema di controllo basato su PLC, utilizzato per la gestione dei bruciatori. Nello specifico un BMS gestisce le sequenze di avviamento, pulizia, normale marcia produttiva e shutdown. Tipicamente è integrato come cabina locale in un'architettura di tipo package. I segnali di input output automaticamente generati dal BMS vengono tipicamente offerti sulla rete di controllo per essere utilizzati dai controllori di un'architettura DCS o ESD. Quando i segnali in questione non debbono fare logica DCS ma semplicemente supervisione per l'operatore, vengono acquisiti come SCADA, cioè come segnali seriali.